# Heleșteni (okręg Jassy)
Heleșteni – wieś w Rumunii, w okręgu Jassy, w gminie Heleșteni. W 2011 roku liczyła 898 mieszkańców.